# Bosque de algas

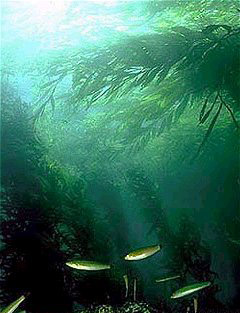
Bosque de algas

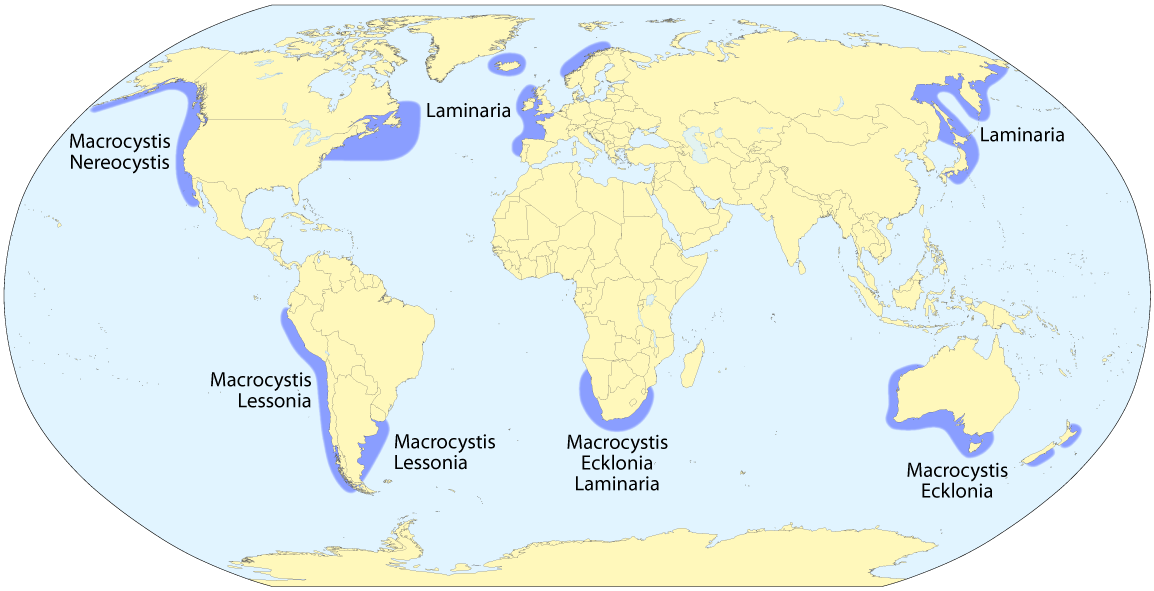
Distribución global de algas pardas

Los bosques de algas (también llamados bosques de kelp o de quelpos) son áreas subacuáticas con una alta densidad de algas pardas. Se reconocen como uno de los ecosistemas más productivos y dinámicos en la Tierra. A los bosques de algas densos, pero de menor extensión, se les denomina camas de algas.
Los bosques de algas están presentes en todo el mundo en las costas oceánicas de regiones templadas y polares. En 2007, fueron descubiertos bosques de algas en aguas tropicales cercanas al Ecuador.
Físicamente formados por macroalgas del orden Laminariales, los bosques de alga proveen un hábitat tridimensional único para los organismos marinos y son una fuente de estudio para entender diversos procesos ecológicos. En el último siglo, han sido el foco de una extensa investigación, particularmente en el campo de la ecología trófica, dando origen a ideas importantes para la ciencia más allá de este ecosistema único. Por ejemplo, los bosques de algas pueden influir en los patrones oceanográficos costeros y proveer una variedad de servicios ecosistémicos.
Sin embargo, la influencia humana a menudo ha contribuido a la degradación de los bosques de algas. Particularmente importantes son los efectos de la sobrepesca cercana a estos ecosistemas, la que puede liberar herbívoros de su población normal y resultar en el "sobrepastoreo" de las algas. Esto puede rápidamente resultar en transiciones hacia paisajes infértiles donde relativamente pocas especies pueden subsistir. La implementación de áreas de protección marina (APM) es una de las estrategias de gestión útiles para limitar los impactos de la pesca y evitar estrés ambiental sobre este ecosistema.

## Algas

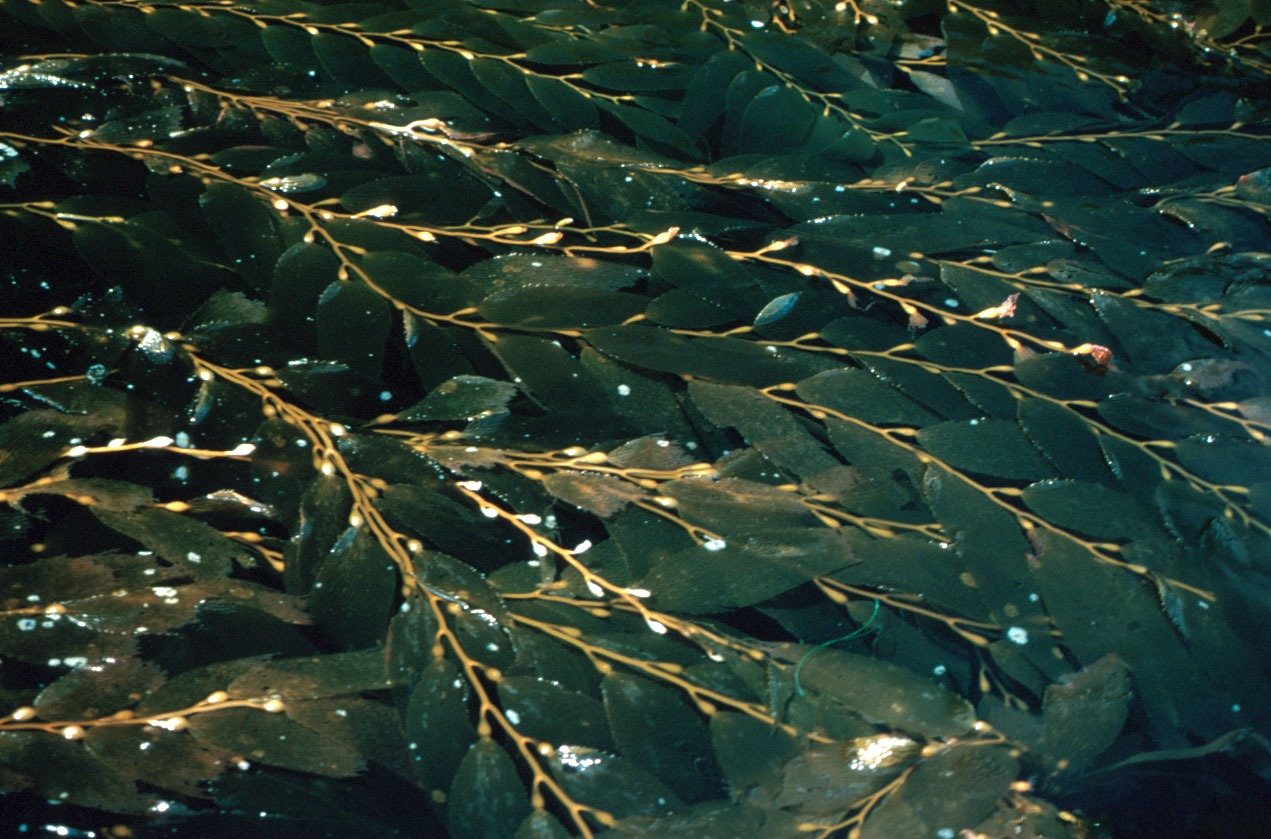
Las macroalgas poseen un mecanismo de flotación lleno de gas para mantenerse erguidas, permitiendo que sus frondas se acerquen a la superficie marina y capturen la luz necesaria para su fotosíntesis.

Las algas (kelp, en inglés) que constituyen este tipo de ecosistemas corresponden a macroalgas pertenecientes al orden taxonómico Laminariales (filo: Heterokontophyta). Las especies más ampliamente reconocidas son las algas gigantes (Macrocystis spp.), aunque hay numerosos otros géneros como Laminaria, Ecklonia, Lessonia, Alaria y Eisenia.
Gran cantidad de vida marina utiliza los bosques de algas para guarecerse o como fuente de alimentación, incluyendo a peces, particularmente peces de roca, y muchos invertebrados como anfípodos, gambas, caracolas, poliquetos y ofiuras. Asimismo, en su entorno se avistan muchas aves y mamíferos marinos, incluyendo focas, otarinos, ballenas, nutrias, gaviotas, golondrinas de mar, garcetas, garzas azuladas, cormoranes, así como pequeñas aves litorales.
Frecuentemente considerada como un ingeniero de ecosistemas, las macroalgas proveen sustrato físico y hábitat para las comunidades que viven en los bosques de algas. En las algas (reino: Protista), el cuerpo de un organismo individual es conocido como talo más que como una planta (reino: Plantae). La estructura morfológica del talo de una macroalga es definida por tres unidades estructurales básicas:
- El rizoide, que es una masa similar a una raíz que ancla el talo a la superficie marina, aunque a diferencia de las raíces verdaderas no es responsable de la absorción de nutrientes para el resto del talo;
- El estipe, análogo al tallo de una planta, extendiéndose verticalmente desde el rizoide y proveyendo un marco de apoyo para otras características morfológicas;
- Las frondas con formas de hojas o cuchillos, que se extienden desde el estipe, y que son los sitios donde ocurre la actividad de captura de nutrientes y fotosíntesis.

Además, muchas especies de macroalgas poseen neumatocistos, o vesículas llenas de gas, usualmente localizadas en la base de las frondas, cerca del estipe. Estas estructuras proveen la flotabilidad necesaria para que el alga se mantenga en una posición lo más erguida posible dentro de una columna de agua. 
Los factores ambientales necesarios para que el macroalga sobreviva incluyen un alto sustrato (usualmente roca o arena), alta cantidad de nutrientes (como nitrógeno y fósforo), y luz (una mínima dosis de irradiancia anual de > 50 E m−2). Los bosques de algas especialmente productivos tienden a estar asociados con áreas de significativa surgencia, process que brinda agua fresca rica en nutrientes desde la profundidad hacia la capa de mezcla superficial del océano. El flujo de agua y la turbulencia facilitan la asimilación de nutrientes a través de las frondas de las algas por toda la columna de agua. La claridad del agua afecta la profundidad a la cual una cantidad de luz suficiente puede ser transmitida. En condiciones ideales, las algas gigantes (Macrocystis spp.) pueden crecer hasta 30-60 centímetros verticalmente al día. Algunas especies como Nereocystis son anuales mientras otras como Eisenia son perennes, viviendo por más de 20 años. En bosques de algas perennes, la tasa de crecimiento máximo ocurre durante los meses de surgencia (típicamente primavera y verano), mientras que su desaparición puede deberse a una reducida disponibilidad de nutrientes, a periodos más cortos de luz y/o a una mayor frecuencia de tormentas.
Las macroalgas están primariamente asociadas con aguas templadas y árticas a nivel mundial. De las especies más dominantes, Laminaria principalmente se asocia con ambos lados del océano Atlántico y las costas de China y Japón; Ecklonia se halla en Australia, Nueva Zelanda, y Sudáfrica; y Macrocystis se encuentra a lo largo del noreste y sudeste del océano Pacífico, archipiélagos del océano Antártico, y en sitios alrededor de Australia, Nueva Zelanda y Sudáfrica. La región con mayor diversidad de macroalgas (>20 especies) es el noreste del Pacífico, desde el norte de la bahía de San Francisco en California, hasta las islas Aleutianas en Alaska.
Aunque los bosques de algas son desconocidos en aguas superficiales tropicales, se ha reportado que unas cuantas especies de Laminaria habitan exclusivamente en aguas tropicales profundas. Esta ausencia general de macroalgas en los trópicos pareciera deberse principalmente a niveles insuficientes de nutrientes asociados con las aguas más tibias y oligotróficas. Un estudio reciente que superpuso espacialmente los parámetros físicos necesarios para algas, con condiciones oceanográficas medias, produjo un modelo predictivo de la existencia de macroalgas subsuperficiales en zonas tropicales de todo el mundo a profundidades de 200 m. Para uno de estos sitios predichos, las Galápagos, el modelo local fue mejorado y testeado; el equipo de investigación encontró bosques de algas florecientes en los ocho puntos de los sitios de la muestra, todos los cuales habían sido predichos por dicho modelo, validándose, entonces, esta metodología. Ello sugiere que el modelo global podría ser bastante preciso, y, en definitiva, los bosques de algas podrían ser prolíficos en las aguas tropicales subsuperficiales en todo el mundo. La importancia de esta contribución ha sido rápidamente reconocida por la comunidad científica y promete una trayectoria completamente nueva para la investigación sobre los bosques de algas, enfatizando particularmente su potencial como refugio espacial para el cambio climático, así como explicación a los patrones evolucionarios de las macroalgas en la Tierra.

## Arquitectura del ecosistema

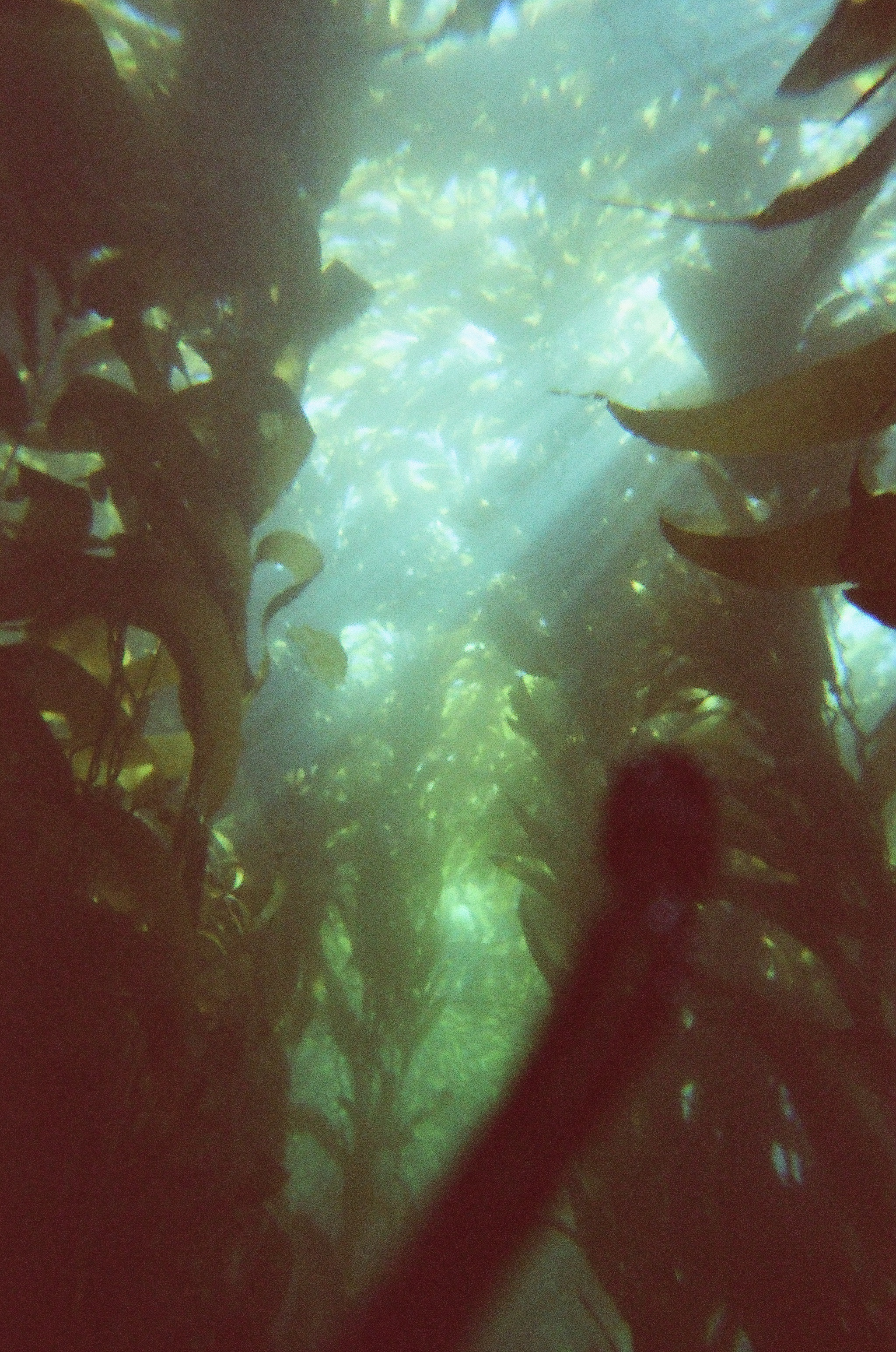
Bosque de algas en isla Anacapa, California

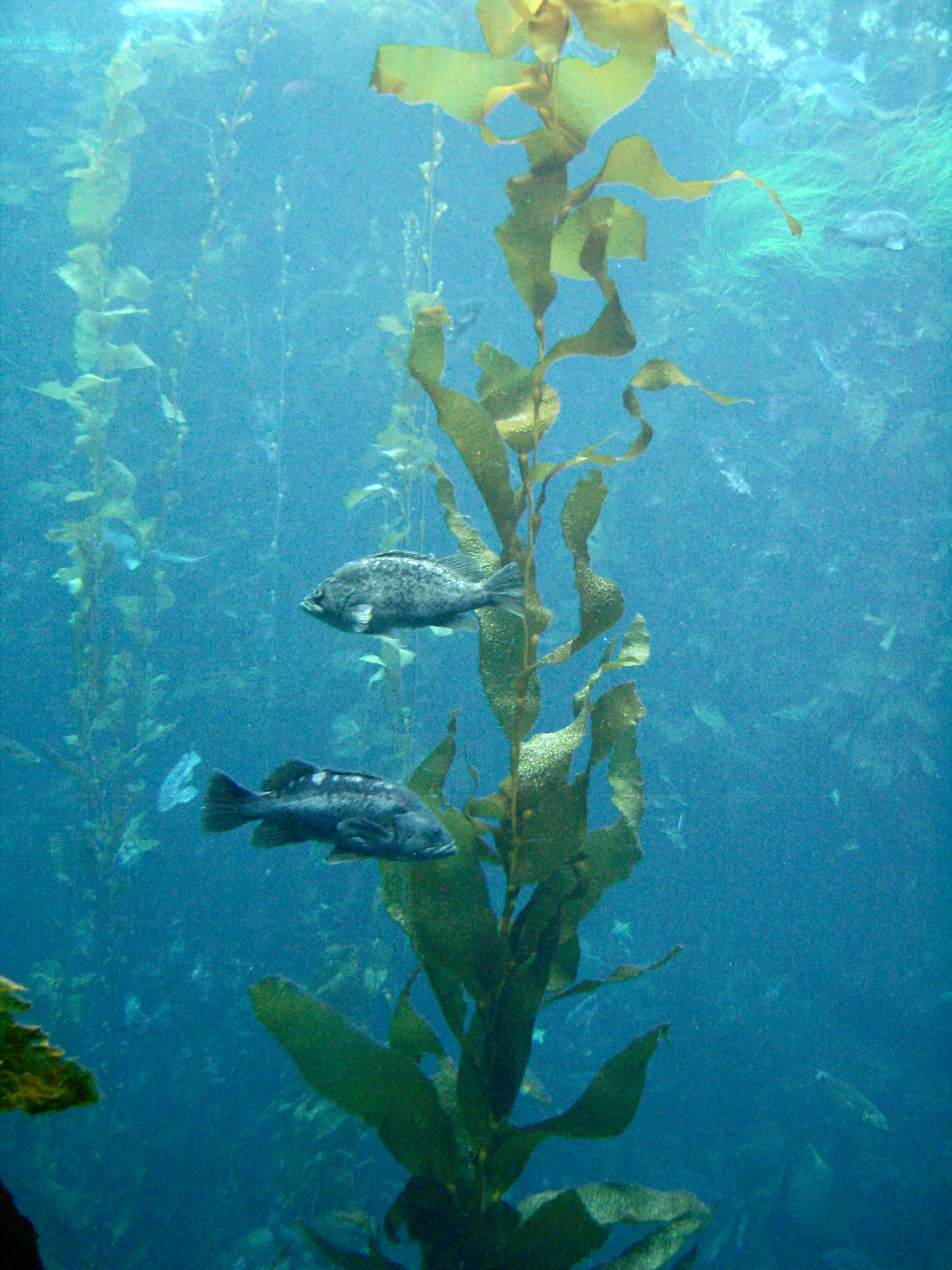
Pez de roca nadando alrededor de una macroalga

La arquitectura ecosistémica de un bosque de algas está basada en su estructura física, la cual influye a las especies asociadas que definen la estructura de su comunidad. Estructuralmente, el ecosistema incluye tres asociaciones de macroalgas y dos de otras algas:
- Macroalgas de dosel o "canopy" incluyen a las especies más grandes y a menudo constituyen doseles flotantes que se extienden hacia la superficie del océano (e.g., Macrocystis y Alaria);
- Macroalgas estipitadas que generalmente se extienden unos pocos metros por sobre el lecho marino y pueden crecer un densas agregaciones (e.g., Eisenia and Ecklonia);
- Macroalgas postradas que yacen cerca y a lo largo del lecho marino (e.g., Laminaria);
- El ensamblado béntico, compuesto de otras especies de algas (e.g., grupos funcionales coralinos articulados, filamentosos y foliosos) y organismos sésiles a lo largo del fondo oceánico;
- Algas coralinas incrustadas  directamente y a menudo extensivamente cubriendo el sustrato geológico.

Múltiples especies de macroalgas frecuentemente coexisten dentro de un bosque; el concepto dosel de sotobosque se refiere a las macroalgas estipitadas y postradas. Por ejemplo, un dosel de Macrocystis puede extenderse muchos metros por sobre el lecho marino hacia la superficie del océano, mientras un sotobosque de Eisenia y Pterygophora se elevan solo unos cuantos metros bajo éste. Entre estas algas puede haber un ensamblado béntico de algas rojas foliosas. La densa infraestructura vertical con doseles suspendidos por encima forman un sistema microambiental similar a aquel observable en un bosque terrestre, con una región de dosel arbóreo soleada, una zona media parcialmente a la sombra, y un lecho oscurecido. A cada agrupación de algas se le asocian determinados organismos, los cuales varían en sus niveles de dependencia del hábitat; asimismo, dichos organismos pueden variar de acuerdo a la respectiva morfología de las algas. Por ejemplo, en los bosques californianos de Macrocystis pyrifera, los nudibranquios Melibe leonina y los camarones esqueleto Caprella californica están fuertemente asociados con los doseles superficiales; el pez Brachyistius frenatus, el pez de roca Sebastes spp.  y muchos otros, nadan cerca del sotobosque; las ofiuras y la caracola Tegula spp. están fuertemente asociados con los rizoides del alga, mientras varios herbívoros tales como erizos de mar y abulones viven bajo las macroalgas postradas; muchas estrellas de mar, hidroides y peces bénticos viven entre los ensamblados bénticos; corales solitarios, varios gastrópodos y equinodermos viven sobre las algas coralinas incrustadas. Además, algunos peces pelágicos y mamíferos marinos se asocian libremente con los bosques de algas, usualmente interactuando cerca de sus bordes para alimentarse de los organismos que ahí residen.

## Ecología trófica

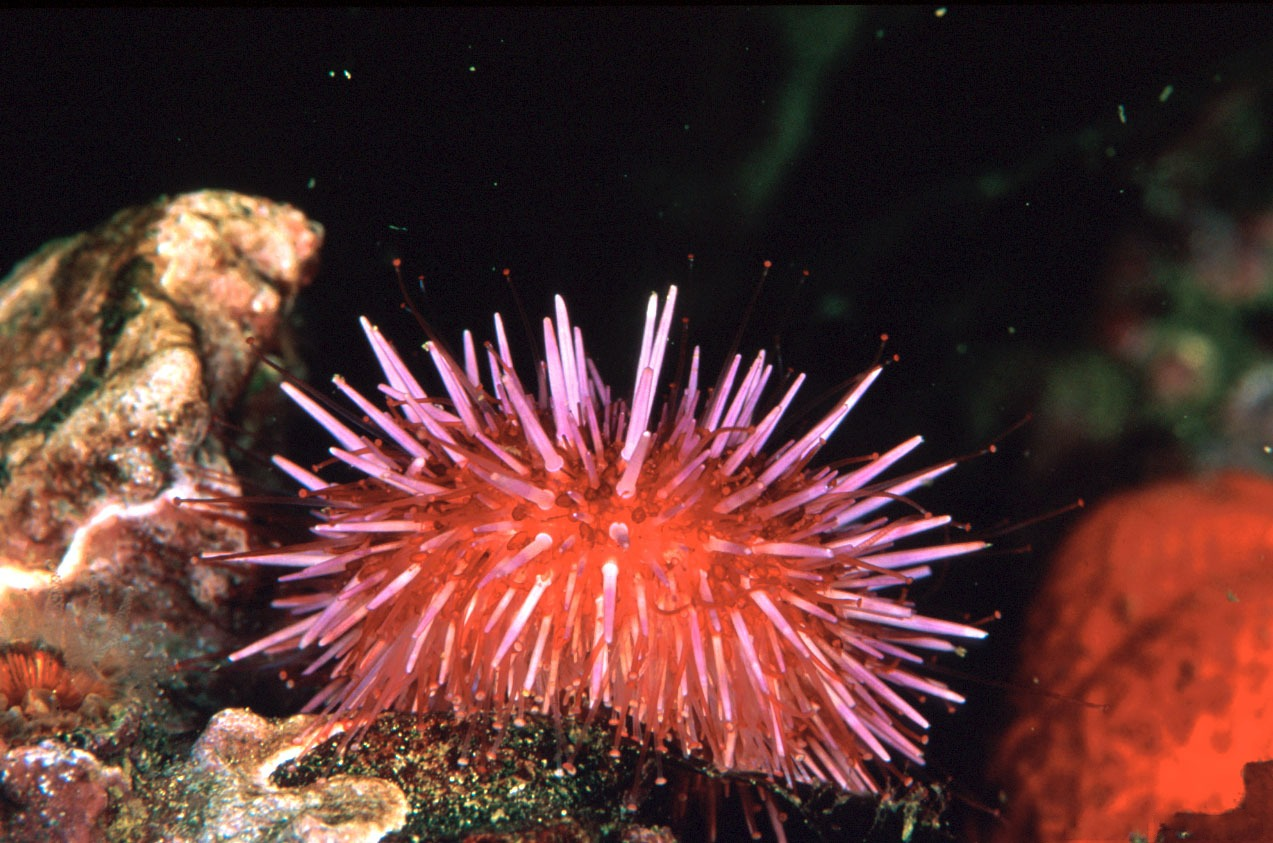
Erizos de mar como el Strongylocentrotus purpuratus pueden dañar los bosques de alga al ir mascando sus rizoides.

La nutria marina es un importante depredador de los erizos de mar.

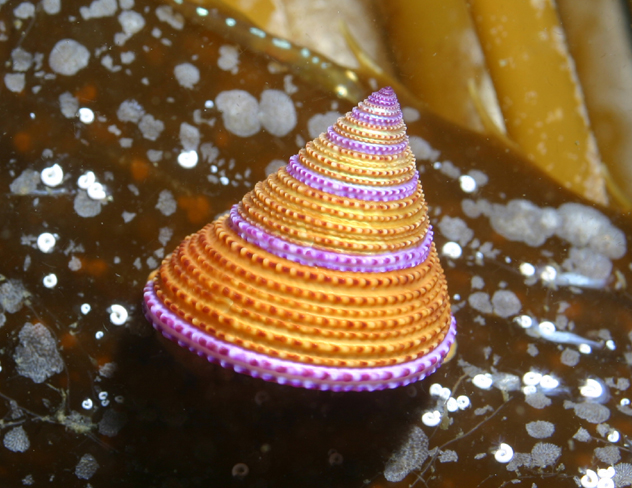
Caracola marina de anillo púrpura, Calliostoma annulatum, pastoreando una hoja de una macroalga.

Los estudios clásicos sobre la ecología de los bosques de algas se han enfocado principalmente en las interacciones tróficas (las relaciones entre organismos y sus redes alimenticias), particularmente en su comprensión y en los procesos tróficos desde arriba de la red hacia abajo. Los procesos desde abajo hacia arriba son generalmente llevados a cabo por las condiciones abióticas que requieren los productores primarios para crecer, como la disponibilidad de luz y nutrientes, y la subsecuente transferencia de energía de los consumidores en los nivles tróficos superiores. Por ejemplo, la ocurrencia de macroalgas está frecuentemente correlacionada con zonas de surgencia oceanográfica, la cual provee concentraciones inusualmente altas de nutrientes al medio ambiente local. Esto permite que la alga crezca y subsecuentemente de soporte a herbívoros, quienes a su vez dan soporte a consumidores en los niveles tróficos superiores. Por contraste, en los procesos de arriba hacia abajo, los depredadores limitan la biomasa de las especies en los niveles tróficos inferiores a través de su consumo. En ausencia de depredación, estas especies de niveles inferiores florecen, dado que los recursos que les dan soporte a sus requerimientos energéticos son ilimitados. En un ejemplo bien estudiado de los bosques de algas de Alaska, las nutrias marinas (Enhydra lutris) controlan las poblaciones de los herbívoros erizos de mar mediante la depredación. Cuando las nutrias son removidas del ecosistema (por ejemplo, por explotación humana), las poblaciones de erizos son liberadas del control predatorio y crecen dramáticamente. Esto conduce a un aumento de la presión herbívora sobre los soportes de las algas del lugar. El deterioro de las algas en sí mismo resulta en la pérdida de la estructura física del ecosistema y subsecuentemente, la pérdida de otras especies asociadas con su hábitat. En el ecosistema de los bosques de algas de Alaska, las nutrias marinas son la especie clave de esta cascada trófica. En el Sur de California, los bosques de algas persisten sin nutrias marinas, pero el control de los erizos herbívoros es efectuado por un conjunto de especies depredadoras, incluyendo langostas y peces de mayor tamaño, como el Semicossyphus pulcher. El efecto por remover una especie depredarora en este sistema, difiere de Alaska ya que hay redundancia en los niveles tróficos y otras especies depredadoras pueden continuar regulando la población de erizos. Sin embargo, la remoción de múltiples depredadores puede efectivamente liberar a los erizos de dicha presión y conduce al sistema a una degradación del bosque de algas. Ejemplos similares se han reportado en Nueva Escocia, Sudáfrica, Australia y Chile. La importancia relativa del control en las redes tróficas de estos ecosistemas y las fortalezas de las interacciones entre especies que habitan bosques de algas continúan siendo sujetos de considerable investigación científica.
La transición de los macroalgales (i.e. bosque de algas) hacia paisajes baldíos dominados por erizos de mar es un fenómeno extendido, a menudo resultante de cascadas tróficas como las descritas más arriba; las dos fases se consideran como estados estables alternativos del ecosistema. La recuperación de bosques de algas desde estados baldíos ha sido documentada después de perturbaciones dramáticas, como enfermedades masivas de erizos o cambios considerables en las condiciones térmicas. La recuperación de estados intermedios de deterioro es menos predecible, y depende de una combinación de factores abióticos e interacciones bióticas en cada caso.
Aunque los erizos usualmente son el herbívoro dominante, otras especies con interacción significativa incluyen a las estrellas de mar, isópodos, cangrejos, y peces herbívoros. En muchos casos, estos organismos se alimentan de algas que se han desprendido del sustrato y están a la deriva cerca del lecho marino en vez de gastar energía buscando talos intactos de los cuales alimentarse. Cuando hay una cantidad suficiente de alga a la deriva, los pastoreadores herbívoros no ejercen presión sobre las plantas a las que se adjuntan; en caso contrario, impactan directamente en la estructura física del ecosistema. Varios estudios en el sur de California han demostrado que la disponibilidad de algas a la deriva específicamente influye en el comportamiento de alimentación de los erizos de mar. Las algas a la deriva y la materia particulada proveniente de las algas también cumplen un rol importante en subsidiar a los hábitats adyacentes, como las playas arenosas y las rocas intermareales.

## Dinámica de parches
Otra área importante de investigación sobre los bosques de algas se ha orientado a la comprensión de los patrones espacio-temporales de parches de algas. No sólo estas dinámicas afectan el paisaje físico, sino que también afectan a las especies que se asocian con algas marinas para las actividades de refugio o de forrajeo. Perturbaciones medioambientales de gran escala han ofrecido ideas importantes acerca de los mecanismos de resiliencia ecosistémica. Como ejemplos de perturbaciones medioambientales se pueden citar los siguientes:
- Se ha constatado que eventos de polución aguda y crónica han impactado en los bosques de algas del sur de California, aunque la intensidad de dicho impacto parece depender tanto de la naturaleza de los contaminantes como de la duración de la exposición a estos. Como eventos de polución se pueden incluir deposiciones sedimentarias y eutrofización desde los alcantarillados, subproductos industriales y contaminantes como los PCBs y metales pesados (por ejemplo, cobre o zinc), escorrentía de organofosfatos desde áreas agrícolas, productos químicos antiincrustantes utilizados en los puertos industriales y deportivos (como el TBT y la creosota) y patógenos de orígenes terrestres como coliformes fecales.
- Tormentas catastróficas pueden remover doseles superficiales de algas mediante el oleaje, pero usualmente dejan intacto al sotobosque; también pueden remover a los erizos de mar cuando existe poca disponibilidad de espacio de refugio. Los claros intercalados del dosel crean una especie de mosaico en el paisaje marino, y la luz solar penetra más profundamente en el bosque de algas, por lo que las especies que son normalmente de luz limitada en el sotobosque pueden florecer. Del mismo modo, el sustrato despejado de los rizoides de las algas puede proporcionar espacio para que otras especies sésiles se establezcan y ocupen el lecho marino, a veces compitiendo directamente con algas juveniles e incluso inhibiendo su asentamiento.
- Los eventos asociados al fenómeno de El Niño involucran la depresión de las termoclinas oceanográficas, reducciones severas de insumos nutritivos, y cambios en los patrones de las tormentas. El estrés causado por un mayor calentamiento del agua y la falta de nutrientes puede incrementar la susceptibilidad de las macroalgas al daño provocado por las tormentas y al pastoreo de especies herbívoras. En general, las condiciones oceanográficas (esto es, temperatura del agua, corrientes) influyen en la fijación exitosa de las macroalgas y de sus competidores, lo que claramente afecta las interacciones entre especies y la dinámica ecosistémica del bosque de algas.
- La sobrepesca de las especies en un nivel trófico superior que naturalmente regulan la población de herbívoros es también reconocida como una importante fuente de estrés para los bosques de algas. Como se describió en la sección anterior, los procesos y resultados de las cascadas tróficas son importantes para la comprensión de los patrones espacio-temporales de los bosques de algas.

Además de la vigilancia ecológica de los bosques de algas antes, durante, y después de este tipo de perturbaciones, los científicos tratan de separar las complejidades de la dinámica de los bosques de algas utilizando manipulaciones experimentales. Al trabajar en escalas espacio-temporales más pequeñas, pueden controlar la presencia o ausencia de factores bióticos y abióticos específicos para descubrir sus mecanismos operativos. Por ejemplo, en el sur de Australia, las manipulaciones de los tipos de algas de los doseles demostraron que la cantidad relativa de Ecklonia radiata en uno podría ser usado para predecir asociaciones de especies del sotobosque; en consecuencia, la proporción de E. radiata se puede utilizar como un indicador de la presencia de otras especies en el medio ambiente.

## Uso humano

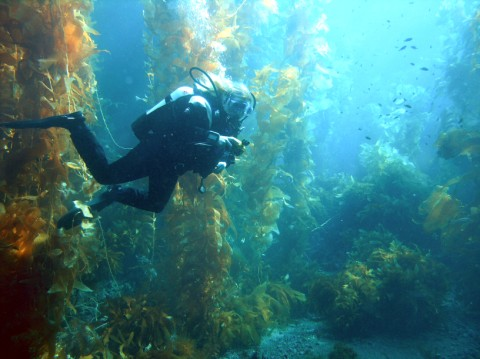
Buzo en un bosque de algas en la costa de California

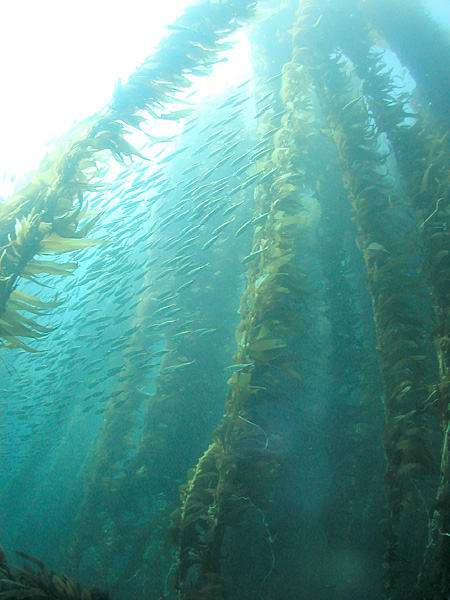
Cardumen de sardinas en un bosque de algas en la isla San Clemente.

Los bosques de algas han sido importantes para la existencia humana durante miles de años. De hecho, muchos investigadores teorizan que la primera colonización de América se debió a comunidades pesqueras que seguían los bosques de algas del océano Pacífico durante la última Edad de Hielo. Una teoría sostiene que los bosques de algas que se han extendido desde el noreste de Asia a la costa americana del Pacífico habrían proporcionado muchos beneficios a los antiguos navegantes. Los bosques de algas habrían proporcionado muchas oportunidades de sustento, así como actuar como un tipo de tampón de aguas turbulentas. Además de estos beneficios los investigadores creen que los bosques de algas podrían haber ayudado a los primeros navegantes a navegar, actuando como una especie de "autopista de algas". Los teóricos sugieren también que los bosques de algas habrían ayudado a estos antiguos colonos, proporcionando una forma estable de vida, previniéndolos de tener que adaptarse a nuevos ecosistemas y desarrollar nuevos métodos de supervivencia, incluso cuando viajaban miles de millas.  Las economías modernas están basadas en la pesca de especies asociadas a los bosques de algas, como langostas y peces de roca. Los humanos también cultivan algas directamente para alimentar a especies acuícolas como abulones y para extraer el compuesto ácido algínico, el cual es utilizado en productos como dentífricos y antiácidos. Los bosques de algas son valorados para actividades recreativas como el buceo y piragüismo.

## Amenazas y conservación
Debido a la complejidad de los bosques de algas – su estructura, geografía e interacciones diversas – suponen un desafío considerable a los gestores ambientales. Es difícil extrapolar al futuro incluso aquellas tendencias bien estudiadas, ya que las interacciones dentro del ecosistema cambiarán bajo condiciones variables, no hay comprensión de todas las relaciones en el ecosistema y puede haber umbrales no lineales a transiciones que aún no se reconocen. Con respecto a los bosques de algas, los principales tópicos de preocupación incluyen la polución marina y la calidad del agua, la alguicultura, la pesca, las especies invasoras y el cambio climático. Se ha argumentado que la peor amenaza a la preservación de los bosques de algas es la sobrepesca de los ecosistemas costeros, la que, al remover los niveles tróficos superiores facilitan su deriva hasta empobrecer las barrenas de erizos.
En muchos lugares, se ha optado por regular el cultivo de algas y/o la captura de especies que habitan los bosques de algas por parte de la industria pesquera. Aunque estas medidas pueden ser efectivas en un sentido, no necesariamente protegen por entero al ecosistema. Las áreas marinas protegidas ofrecen una solución única que involucra no solo a las especies objetivo para la cosecha, sino también a las interacciones que los rodean y el medio ambiente local en su conjunto. Beneficios directos de las áreas marinas protegidas a la pesca (por ejemplo, efectos secundarios) han sido bien documentados alrededor del mundo. Los beneficios indirectos también se han demostrado en varios casos entre especies tales como orejas de mar y peces en el centro de California. Más importante aún, los estudios han demostrado que las áreas marinas protegidas pueden ser eficaces en la protección de los ecosistemas marinos de bosques de algas existentes y, además, permiten la regeneración de aquellos que han sido afectados.